# Carta 08
La Carta 08 (en transcripció llatina del xinès: Língbā Xiànzhāng) és un manifest signat per 303 intel·lectuals i activistes de drets humans de diferents professions (professors universitaris, advocats, periodistes i artistes), i posteriorment per altres vuit mil persones més, per promoure una reforma política i democratitzadora de la República Popular de la Xina.
Va ser publicat el 10 de desembre del 2008, coincidint amb el 60è aniversari de la Declaració Universal dels Drets Humans, i el seu nom adopta l'estil de l'atni-socialista Carta 77 de Txecoslovàquia.
L'un dels seus principals redactors fou Liu Xiaobo, guardonat amb el Premi Nobel de la Pau el 2010, però reprimit pel seu país.